# Colostygia griseata
Colostygia griseata är en fjärilsart som beskrevs av Alexander Michailovitsch Djakonov 1926. Colostygia griseata ingår i släktet Colostygia och familjen mätare. Inga underarter finns listade i Catalogue of Life.